# 慈善星期二
慈善星期二（英語：GivingTuesday）是一種出於標籤行動主義的目的，是美國感恩節後的星期二。它被吹捧為「全球慷慨運動，釋放個人和組織的力量，改變他們的社區和世界」。同名組織是支持全球運動的獨立501(c)(3)非營利組織。慈善星期二是2012年由亨利·蒂姆斯在紐約第92Y街所發起的節日。

## 外部連結
- 官方网站